# ماغدالين سيبيل من بروسيا
ماغدالينه سيبيله البروسية (بالألمانية:Magdalena Sibylle von Preußen؛ 31 ديسمبر 1586 - 12 فبراير 1659)؛ أصبحت ناخبة ساكسونيا باعتبارها الزوجة الثانية لـ يوهان غيورغ الأول ناخب ساكسونيا.

## السيرة
هي الابنة الصغرى لوالديها ألبرشت فريدرش دوق بروسيا وماري إليونور الكليفهية، ولدت بـ كونيغسبرغ، تزوجت من يوهان غيورغ في 19 يوليو 1607 في تورجاو، هي حفيدة الكبرى لـ فرديناند الأول، إمبراطور الروماني المقدس، وأيضا هي سلف أوغستا من ساكس-غوتا والدة جورج الثالث ملك المملكة المتحدة، وبهذه الطريقة تعتبر أنها ربطت ملوك الكاثوليك بـ ملوك بريطانيا، وأيضا كانت صديقة الملكة السويد ماري إليونور من براندنبورغ التي كانت ابنة شقيقتها، وأيضا كانت مهتمة بالرسم والشعر والبستنة، بحيث أنها استخدمت أسرى حرب السويديين في العمل بـ قلعة درسدن، توفيت ماغدالين سيبيل في دريسدن في 1659.

## الأسرة
أنجبت ماغدالين سيبيل له عشرة أبناء:-
1. ابن ميت (18 يوليو 1608).
2. صوفي إليونوره (23 نوفمبر 1609 - 2 يونيو 1671)؛ تزوجت من غيورغ الثاني لاندغراف هسن-دارمشتات.
3. ماري إليزابيث (22 نوفمبر 1610 - 24 أكتوبر 1684)؛ تزوجت من فريدرش الثالث، دوق هولشتاين-غوتورب.
4. كريستيان ألبرشت (4 مارس 1612 - 9 أغسطس 1612).
5. يوهان غيورغ الثاني ناخب ساكسونيا (31 مايو 1613 - 22 أغسطس 1680).
6. أوغسطس دوق ساكس سايسنفلس (13 أغسطس 1614 - 4 أغسطس 1691).
7. كريستيان الأول دوق ساكس مرسيبورغ (27 أكتوبر 1615 - 18 أكتوبر 1691).
8. ماغدالينه سيبيله (23 ديسمبر 1617 - 6 يناير 1668)؛ تزوج أولا من كريستيان وريث كريستيان الرابع ملك الدنمارك والنرويج، ثم من فريدرش فيلهلم الثاني، دوق ساكس ألتنبورغ.
9. موريس دوق ساكس زيتس (28 مارس 1619 - 4 ديسمبر 1681).
10. هاينريش (27 يونيو 1622 - 15 أغسطس 1622).